# Lucerapex
Lucerapex is een geslacht van weekdieren uit de klasse van de Gastropoda (slakken).

## Soorten
- Lucerapex adenica Powell, 1964
- Lucerapex carola (Thiele, 1925)
- Lucerapex casearia (Hedley & Petterd, 1906)
- Lucerapex denticulata (Thiele, 1925)
- Lucerapex indagatoris (Finlay, 1927)
- Lucerapex pulcherrimus (Vella, 1954) †
- Lucerapex schepmani Shuto, 1970